# Bulgarische Eishockeyliga 1981/82
Die Saison 1981/82 war die 30. Spielzeit der bulgarischen Eishockeyliga, der höchsten bulgarischen Eishockeyspielklasse. Meister wurde zum insgesamt siebten Mal in der Vereinsgeschichte Lewski-Spartak Sofia.

## Modus
In der Hauptrunde absolvierte jede der sechs Mannschaften insgesamt 25 Spiele. Der Erstplatzierte der Hauptrunde wurde Meister. Für einen Sieg erhielt jede Mannschaft zwei Punkte, bei einem Unentschieden gab es einen Punkt und bei einer Niederlage null Punkte.

## Hauptrunde
|    | Klub                               | Sp | S  | U | N  | Tore   | Punkte |
| -- | ---------------------------------- | -- | -- | - | -- | ------ | ------ |
| 1. | Lewski-Spartak Sofia               | 25 | 21 | 0 | 4  | 130:56 | 42     |
| 2. | HK Slawia Sofia                    | 25 | 18 | 0 | 7  | 130:50 | 36     |
| 3. | HK ZSKA Sofia                      | 25 | 16 | 0 | 9  | 142:68 | 32     |
| 4. | Akademik Sofia                     | 25 | 10 | 0 | 15 | 89:111 | 20     |
| 5. | Metallurg Pernik                   | 25 | 10 | 0 | 15 | 82:88  | 20     |
| 6. | Bulgarische U20-Nationalmannschaft | 25 | 0  | 0 | 25 | 31:231 | 0      |

Sp = Spiele, S = Siege, U = unentschieden, N = Niederlagen, OTS = Overtime-Siege, OTN = Overtime-Niederlage, SOS = Penalty-Siege, SON = Penalty-Niederlage